# Lasiophanes fulvescens
Lasiophanes fulvescens är en skalbaggsart som beskrevs av J. Linsley Gressitt och Yves Rondon 1970. Lasiophanes fulvescens ingår i släktet Lasiophanes och familjen långhorningar.
Artens utbredningsområde är Laos. Inga underarter finns listade i Catalogue of Life.